# Tunnel de Belchen
Le tunnel de Belchen (en allemand Belchentunnel) est un tunnel autoroutier à deux tubes parcouru par l'autoroute A2 et situé dans les cantons de Bâle-Campagne et de Soleure en Suisse. Il relie Liestal et Sissach en passant par le Diegtertal à Egerkingen sur le plateau suisse. D'une longueur de 3 180 mètres, il est ouvert à la circulation depuis 1970.

## Situation
Parcouru par l'autoroute A2, principale axe nord-sud du pays, et les routes européennes E27 et E35, le tunnel de Belchen franchit le Belchenflue dans le massif du Jura. Le portail nord est situé dans le Diegtertal à proximité de la jonction 13 Eptingen. Le portail sud se situe au pied du Homberg et au nord d'Hägendorf. La jonction 14 Egerkingen est située après les restoroutes de Eggberget de Teufengraben.

## Historique

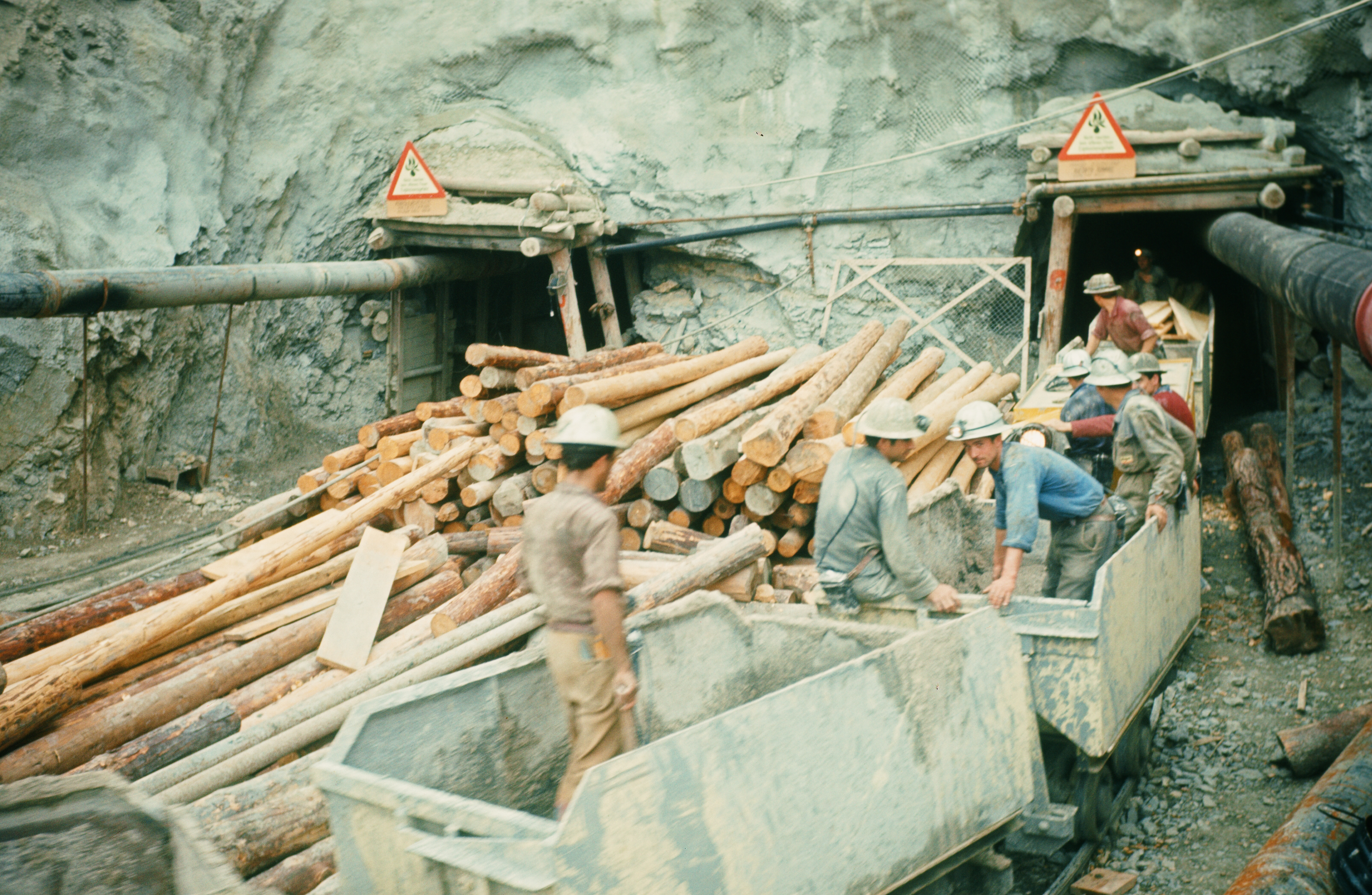
Une des entrées du portail sud lors de la construction en juillet 1964.

### Troisième tube
Afin de rénover les tubes I et II, un troisième tube (Sanierungstunnel Belchen (STB)) est en construction depuis 2015. L'excavation s'est déroulée de février 2016 à mai 2017 au moyen du plus grand tunnelier (TBM) jamais utilisé en Suisse. Son ouverture en 2022 permettra de fermer l'un après l'autre les tubes existants afin de les rénover sans réduire la capacité du tunnel.

## Caractéristiques
Les tubes I et II mesurent 3 180 mètres de long, ont une section de 95 m2 et ont nécessité l'excavation de 302 100 m3 de roche. Ils ont été creusés par avancement à minage.